# Allanvarians

En oscillator jämförs med en mer exakt tidreferens.

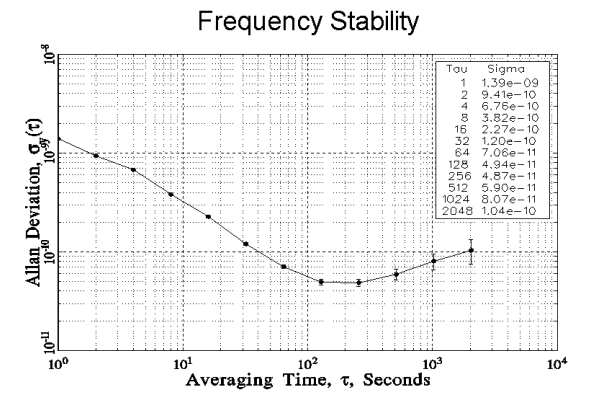
Kurvan visar hur Allanvariansen minskar med tiden och sedan ökar igen.

Allanvariansen är en matematisk varians uppkallad efter David W. Allan. Den beräknas till skillnad från vanlig varians inte genom att man jämför enstaka stickprov med populationens genomsnitt, utan genom att man jämför varje stickprov med det närmast föregående.
{\displaystyle \sigma _{y}^{2}(\tau )={\frac {1}{2}}\langle (y_{n+1}-y_{n})^{2}\rangle }
Effekten av detta blir att ett stickprov av en variabel som inte "rycker" utan sakta förändras under hela stickprovet får mycket lägre allanvarians än varians.

## Historik
Dr. David Allan introducerade en metod för att karaktärisera brus och stabilitet i atomur som benämns Allanvarians eller Allans varians. Även om den ursprungligen utvecklades för klockor används den ofta i andra typer av system där man är intresserad av att uppskatta mängden brus i en signal. Metoden är antagen som IEEE-standard för specifikation av gyro.

## Metod för klusteranalys
Allans varians är en metod som är baserad på klusteranalys. En dataström delas in i kluster av en viss specifik längd. Medelvärdet i varje kluster beräknas och differensen mellan två angränsande kluster bestäms. Dessa differenser bildar en ny samling variabler vars varians benämns Allans varians. Genom att välja olika klusterlängder eller korrelationstider för varje beräkning av Allans varians erhålls Allans varians som en funktion av korrelationstid. Det mest attraktiva med metoden är att då kvadratroten ur Allans varians åskådliggörs i en logaritmisk skala mot korrelationstiden kan en rad olika felkällor och deras magnitud särskiljas genom att man utvärderar lutningar på kurvan. Två sådana är slumpvandring och biasinstabilitet.

## Slumpvandring
Slumpvandring i vinkel (ARW för ett hastighetsgyro) och slumpvandring i hastighet (VRW för en accelerometer) orsakas av vitt brus i signalen. Vitt brus kännetecknas av att det innehåller frekvenser med samma genomsnittliga energi.